# 美丽芙蓉
美丽芙蓉（学名：Hibiscus indicus）又名印度木槿，为锦葵科木槿属下的一个种。

## 变种
全叶美丽芙蓉（学名：Hibiscus indicus var. integrilobus）是锦葵科木槿属美丽芙蓉的变种。分布在台湾等地。

## 扩展阅读
- 維基物種上的相關：美丽芙蓉